# Krängshult
Krängshult är en by i Byarums socken i Småland. Krängshult ligger i den norra delen av Vaggeryds kommun, norr om tätorten Vaggeryd och nordost om kyrkbyn Byarum. Första noteringen om byn är från 1295. Byn består av sju gårdar: Norrgården, Nybygget, Sörgården, Tomten, Västerby, Västergården och Östergården.